# Pricilla de Oliveira Azevedo
Pricilla de Oliveira Azevedo (1978) és una oficial de la policia brasilera que ha guanyat premis per la seva valentia i integritat. Es va criar en una zona de Rio de Janeiro anomenada Laranjeiras. Ella mateixa va detenir a persones que abans l'havien segrestat.
El 1998 es va incorporar a la Policia Militar de l'Estat de Rio de Janeiro, i l'any 2000 va començar a treballar en operacions de repressió al carrer amb batallons policials. El 2007 va ser segrestada i atacada, però es va escapar i va aconseguir arrestar a tres dels seus segrestadors. El 2008 es va fer càrrec de la primera "Unitat de Policia de la Pau" (UPP) a Rio de Janeiro, a la favela de Santa Marta. A partir del gener de 2014, és la cap de la Unitat de Pacificació de la Policia a Rocinha, des que l'any 2013 els seus oficials fossin acusats de participar en la desaparició d'un home. El 2012 va rebre el Premi Internacional Dona Coratge premi de Valor, i la revista Veja l'anomenà "defensora de la ciutat".